# خوتچ-کولونگا
خوتچ-کولونگا (به لهستانی:  Chotycze-Kolonia) یک روستا در لهستان است که در گمینا ووشتسه واقع شده‌است.